# Tage Nissen
Tage Nissen (født Tage Nissen Pedersen 4. juni 1899 i Esbjerg - død 1980 ) var en dansk forfatter, der hovedsageligt skrev rejsebøger om Latinamerika, men også har udgivet populærhistoriske værker og skønlitteratur.
Som ung udvandrede han til Argentina i 1920, men rejste senere hjem til Danmark og blev gift med Mette Nissen. Senere rejste parret sammen rundt i Sydamerika.
Hans hovedindsats som rejsebogsforfatter er den serie han 1950-60 udgav med rejseskildringer fra hvert land i Sydamerika.

### Drengebøger
- Chris og Andres i Peru
- Chris og Andres i Chile
- Erik og Leif i Argentina